# Scymnus rubromaculatus
Scymnus rubromaculatus es una especie de escarabajo del género Scymnus,  familia Coccinellidae. Fue descrita científicamente por Goeze en 1777.
Se distribuye por Europa. Mide 1,8-2,3 milímetros de longitud. Prefiere biotopos cálidos y secos.

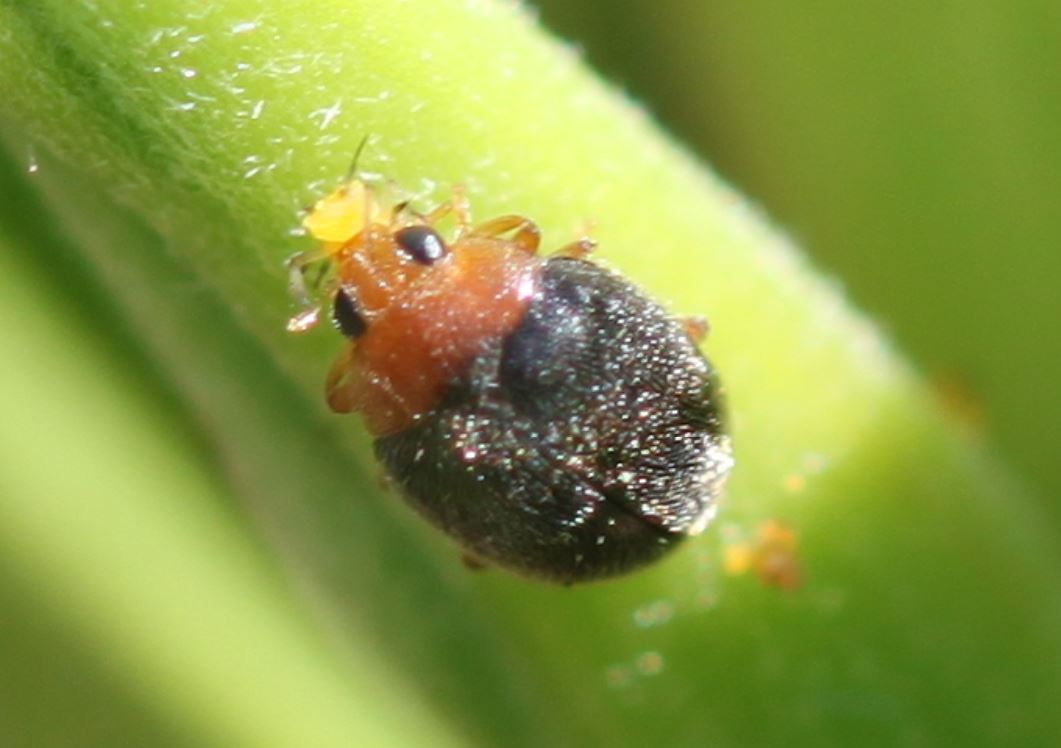
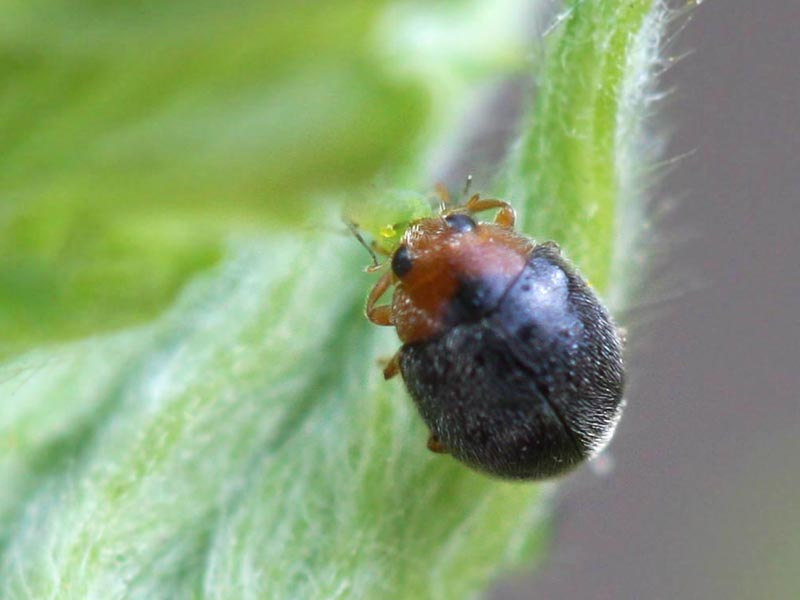
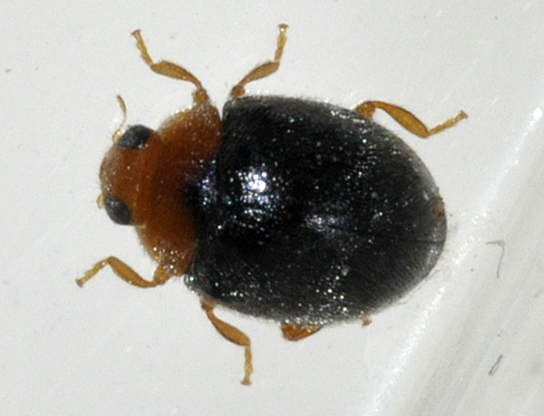
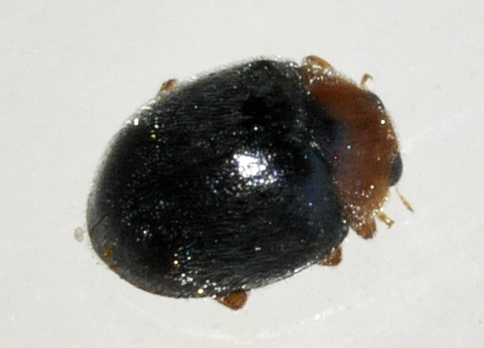